# BD-08°2823 b
BD-08°2823 b (también conocido como HIP 49067 b) es un planeta extrasolar que orbita la estrella de tipo K de la secuencia principal BD-08°2823, localizado aproximadamente a 137 años luz, en la constelación de Sextans. Este planeta tiene al menos 14 veces la masa de la Tierra y tarda 5,6 días en completar su periodo orbital, con un semieje mayor de 0,056 UA. Sin embargo, a diferencia de la mayoría de los exoplanetas conocidos, su excentricidad no se conoce, pero es habitual que se desconozca su inclinación. Este planeta fue detectado por HARPS el 19 de octubre de 2009, junto con otros 29 planetas. El astrónomo Wladimir Lyra (2009) ha propuesto Telegonus como el nombre común posible para BD-08°2823 b.